# SYR3: Invito Al Ĉielo
SYR3: Invito Al Ĉielo es un EP de la banda Sonic Youth. Fue el tercero de una serie de lanzamientos mayoritariamente experimentales e instrumentales pertenecientes al sello discográfico de propiedad de la banda SYR, que derivaron finalmente en 1998 a la grabación de A Thousand Leaves. Para SYR3 la banda colaboró con el productor y músico Jim O'Rourke, con quien continuaron trabajando después de este lanzamiento, hasta finalmente convertirse en miembro oficial de la agrupación para el lanzamiento de su álbum de 2002 Murray Street.
SYR3 mantiene la tradición del sello de escribir el contenido de las carátulas en idiomas foráneos, siendo esta vez en esperanto. Sin embargo, las palabras pronunciadas por Kim Gordon en las canciones están en inglés.

## Lista de canciones
1. "Invito Al Ĉielo" – 20:54
2. "Hungara Vivo" – 6:16
3. "Radio-Amatoroj" – 29:21